# Сальваторе Санцо
Сальваторе Санцо  (італ. Salvatore Sanzo, 26 листопада 1975) - італійський фехтувальник, олімпійський чемпіон.

## Виступи на Олімпіадах
| Олімпіада   | Дисципліна            | Місце |
| ----------- | --------------------- | ----- |
| Сідней 2000 | рапіра, індивідуальні | 5     |
| Сідней 2000 | рапіра, командні      | 3     |
| Афіни 2004  | рапіра, індивідуальні | 2     |
| Афіни 2004  | рапіра, командні      | 1     |
| Пекін 2008  | рапіра, індивідуальні | 3     |